# Wayne Heseltine
Wayne Heseltine là một cựu cầu thủ bóng đá người Anh từng thi đấu ở vị trí Hậu vệ.

## Sự nghiệp
Heseltine bắt đầu sự nghiệp với đội trẻ của Manchester United, nhưng chưa bao giờ ra sân cho đội một. Ông rời đi để gia nhập Oldham Athletic vào tháng 12 năm 1989 với mức giá £40.000, đến Bradford City vào tháng 8 năm 1992 theo dạng chuyển nhượng tự do, chỉ có 1 lần ra sân tại Football League. Heseltine dành thêm 2 năm ở Bradford City, có 54 lần ra sân ở Giải vô địch, trước khi thi đấu bóng đá non-league cùng với Guiseley.